# Revolução Monegasca

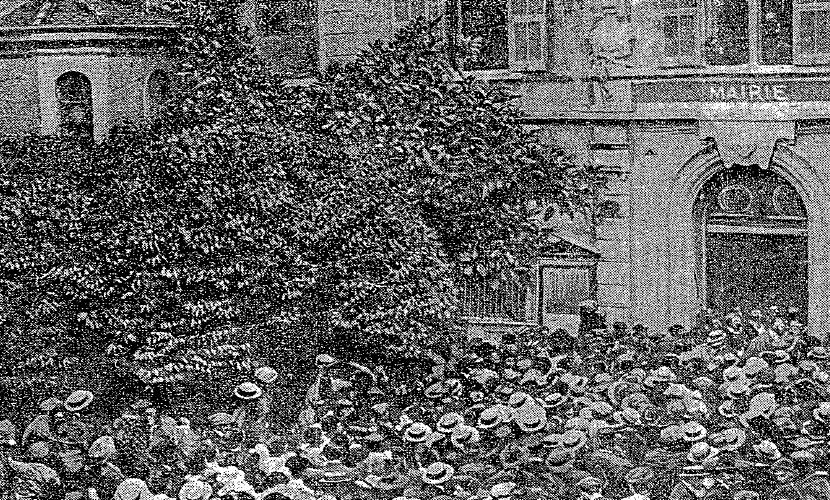
Discurso do prefeito de Mônaco anunciando ao povo reunido diante da prefeitura as concessões do príncipe soberano.

A Revolução Monegasca refere-se a um período na história de Mônaco marcado por uma série de confrontos entre o povo monegasco e seu soberano, o príncipe Alberto de Mônaco entre 1910 e 1911. A revolução levou ao fim da monarquia absoluta e à promulgação da primeira constituição de Mônaco no ano seguinte . 

## Antecedentes

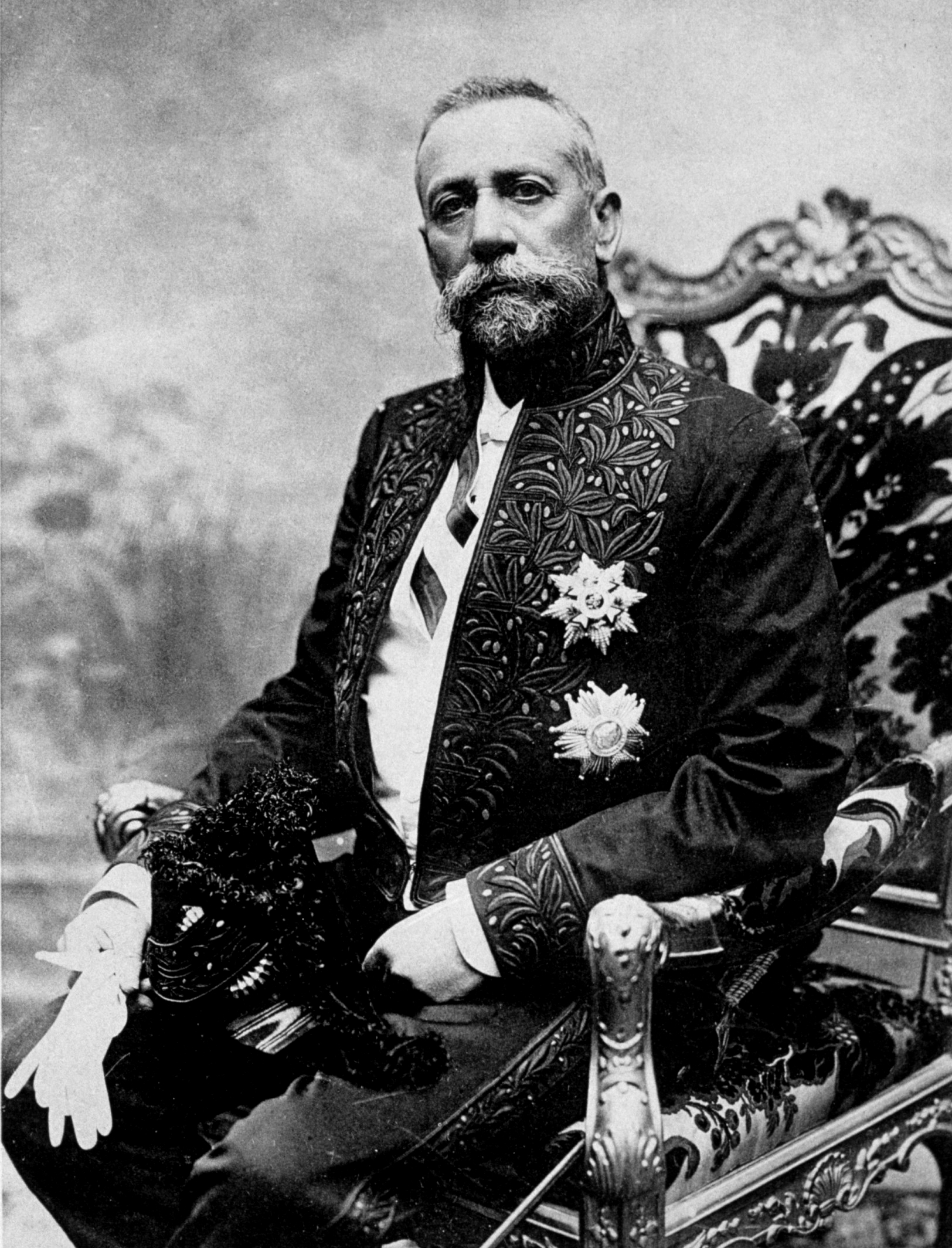
Príncipe Alberto de Mônaco em 1910.

Em 1910, o descontentamento dos cidadãos monegascos estava crescendo contra o Príncipe Alberto. O desemprego atingia seriamente o país, que não possuía terras agrícolas ou fábricas, e as leis dos cassinos proibiam a contratação de súditos do Príncipe. Além disso, o orgulho nacional estava prejudicado por uma má reputação, porque Mônaco era visto como "o esgoto moral da Europa". Além disso, o príncipe alocava sua renda na França e não em Mônaco e passava muito tempo em Paris. Por fim, os monegascos representavam apenas 1.482 habitantes dos 19.121 moradores do principado, o que representava apenas 7,75% da população total.

## Revolta contra a dominação francesa, o absolutismo principesco e reivindicações populares
As demandas eram muito numerosas e deram origem a um movimento político, o Comitê Monegasco. Petições se multiplicam pelo país. 
Os manifestantes exigiam uma constituição e um parlamento, ameaçando derrubar a monarquia e estabelecer uma república se o príncipe não cedesse às suas exigências. Outras demandas incluimm o estabelecimento do sufrágio universal para a eleição do conselho comunal, o fim do monopólio de Camille Blanc, o prefeito de Beausoleil e Roland Bonaparte na Sociedade dos Banhos do Mar de Mônaco, a substituição dos cidadãos franceses na administração por locais, e a separação das finanças do príncipe das do Estado.

## Manifestações, revolta e fim da monarquia absoluta
No início de março de 1910, uma delegação deu um ultimato ao príncipe. Em 16 de março, o movimento aumentou um pouco. Depois de uma reunião pública no Théâtre des Variétés, organizada por por Suffren Reymond, 800 pessoas sobem a Rue des Gazomètres e se reúnem na Place d'Armes e na Avenue de la Porte Neuve. Acolhidos pelo chefe do Estado-maior do príncipe soberano, este "promete conceder-lhes a sua reivindicação" Alberto I aprovou leis garantindo a liberdade de imprensa, a concessão de cidadania aos jornais de oposição, a liberdade de reunião para os monegascos e a eleição do conselho municipal por sufrágio universal. No entanto, a população permaneceu insatisfeita e as manifestações voltaram a ocorrer contra o domínio francês sobre o governo de Mônaco e a economia monegasca. Os manifestantes exigiamm mais independência em relação à França e ameaçaram proclamar a República. 

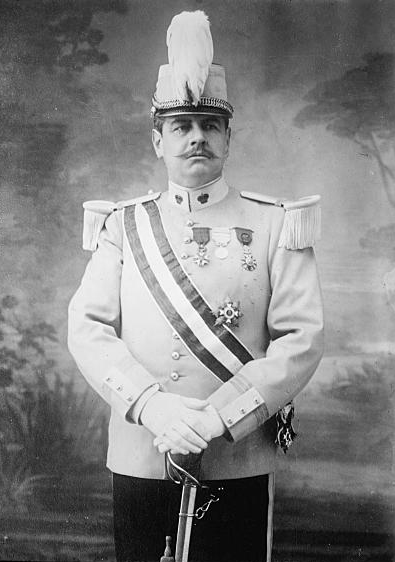
Príncipe Luís II de Mônaco, por volta de 1923.

O Palácio do Príncipe foi invadido e saqueado por uma multidão enfurecida. Os soldados da Companhia de Carabineiros do Príncipe tentaram defender o palácio, mas acabaram fracassando depois de um dia de tumultos. O príncipe escapou com a ajuda dos soldados da Companhia e permaneceu na França até os tumultos se acalmarem. Enquanto um governo provisório era estabelecido, o príncipe, preocupado com a derrubada da monarquia portuguesa, finalmente concedeu uma constituição ao principado, anunciada pelopríncipe hereditário Luís II em 16 de novembro de 1910. 

## Constituição Monegasca de 5 de janeiro de 1911 e consequências
Em 5 de janeiro de 1911, a constituição foi promulgada. Em particular, estabeleceu os direitos fundamentais e o Conselho Nacional, câmara dos representantes do povo. No entanto, após essa data, o príncipe Alberto continuou exercendo considerável poder sobre a vida política do país, chegando a suspender a constituição durante a Primeira Guerra Mundial, em 1917. Além disso, se a instituição comunal for reformada, é o soberano quem nomeia o prefeito de cada comuna. Mônaco era então dividido em três municípios separados: Monaco-Ville, La Condamine e Monte Carlo. Os interesses comuns eram geridos por uma comissão intercomunitária cujo Presidente era nomeado pelo Príncipe. Os três primeiros prefeitos da Constituição são nomeados em  20 de maio de 191. Eles foram François Crovetto para Monaco-Ville, Suffren Reymond para La Condamine e Honoré Bellando para  Monte Carlo. Em  9 de junho de 1911, Suffren Reymond é nomeado presidente da Comissão Intercomunal pelo príncipe Alberto. Em 1918, acusado de querer dividir e governar, o Príncipe de Mônaco restabeleceu o município único . 
Após a morte do príncipe Alberto em 1922, o New York Times publicou uma entrevista realizada em 1921 com o príncipe de Mônaco sobre o desenrolar dos acontecimentos de 1910-1911 e sua opinião sobre a necessidade da revolução.